# 17930 Kennethott
17930 Kennethott è un asteroide della fascia principale. Scoperto nel 1999, presenta un'orbita caratterizzata da un semiasse maggiore pari a 2,2294100 UA e da un'eccentricità di 0,1501154, inclinata di 2,79096° rispetto all'eclittica.